# Jardin botanique de Besançon
Le jardin botanique de Besançon est un jardin botanique municipal de Besançon et de l'université Marie-et-Louis-Pasteur. Sa création remonte à 1726 avec l'attribution par le conseil municipal de Besançon d'un terrain à proximité de la promenade Granvelle, alors que l'université s'était récemment installée dans la ville en 1691. Depuis, il a connu différents emplacements notamment entre 1896 et 1956 à Chamars, près du pont Canot, entre 1957 et 2018 place du général Leclerc (labellisé « Jardins botaniques de France et des pays francophones »), et depuis 2025 sur le campus universitaire de la Bouloie. Il est riche d'environ 5 000 espèces de plantes botaniques réparties sur 3 hectares dans des milieux reconstitués représentatifs de la Franche-Comté et du monde entier.

## Historique, caractéristiques et fonctions

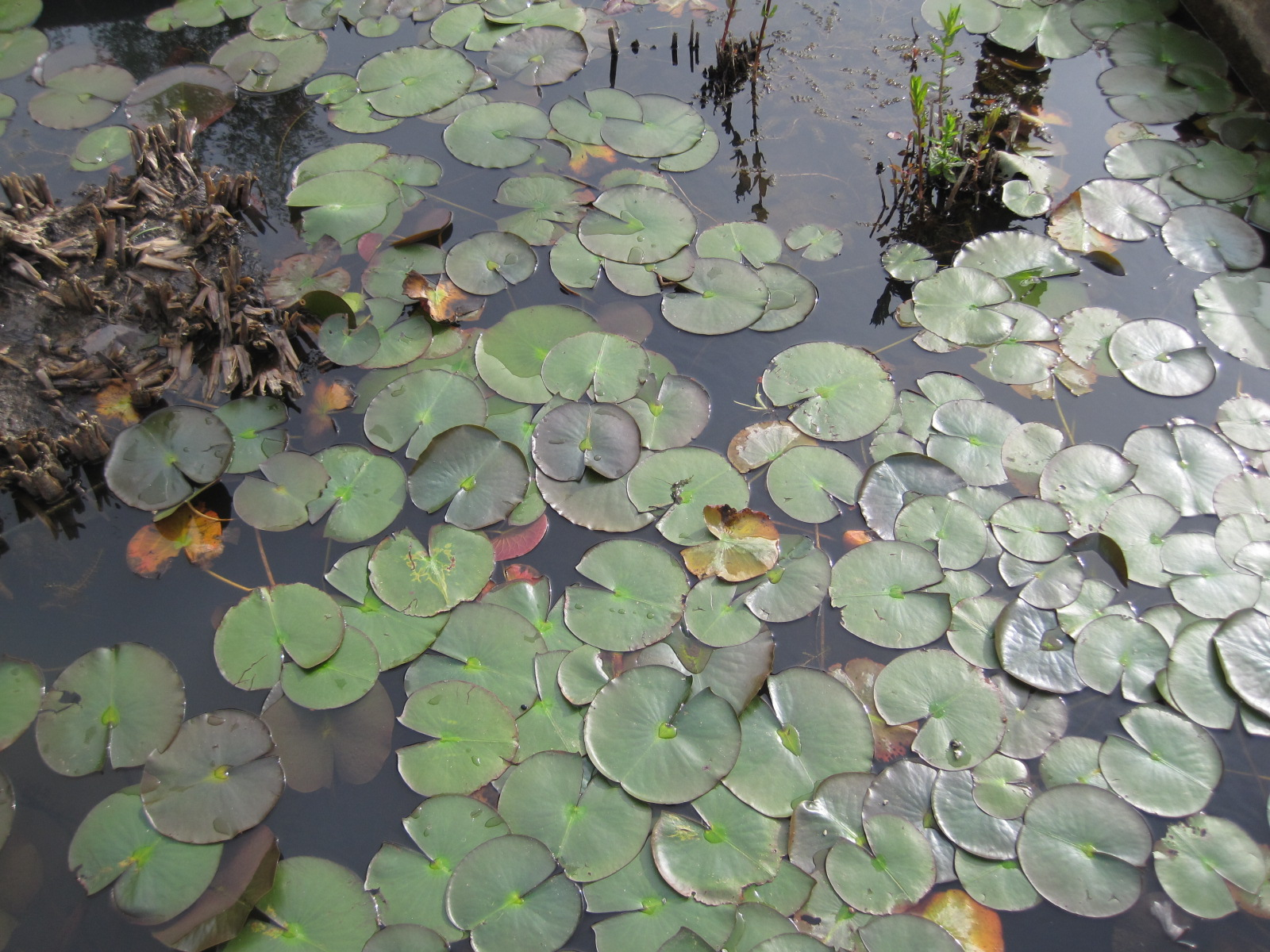
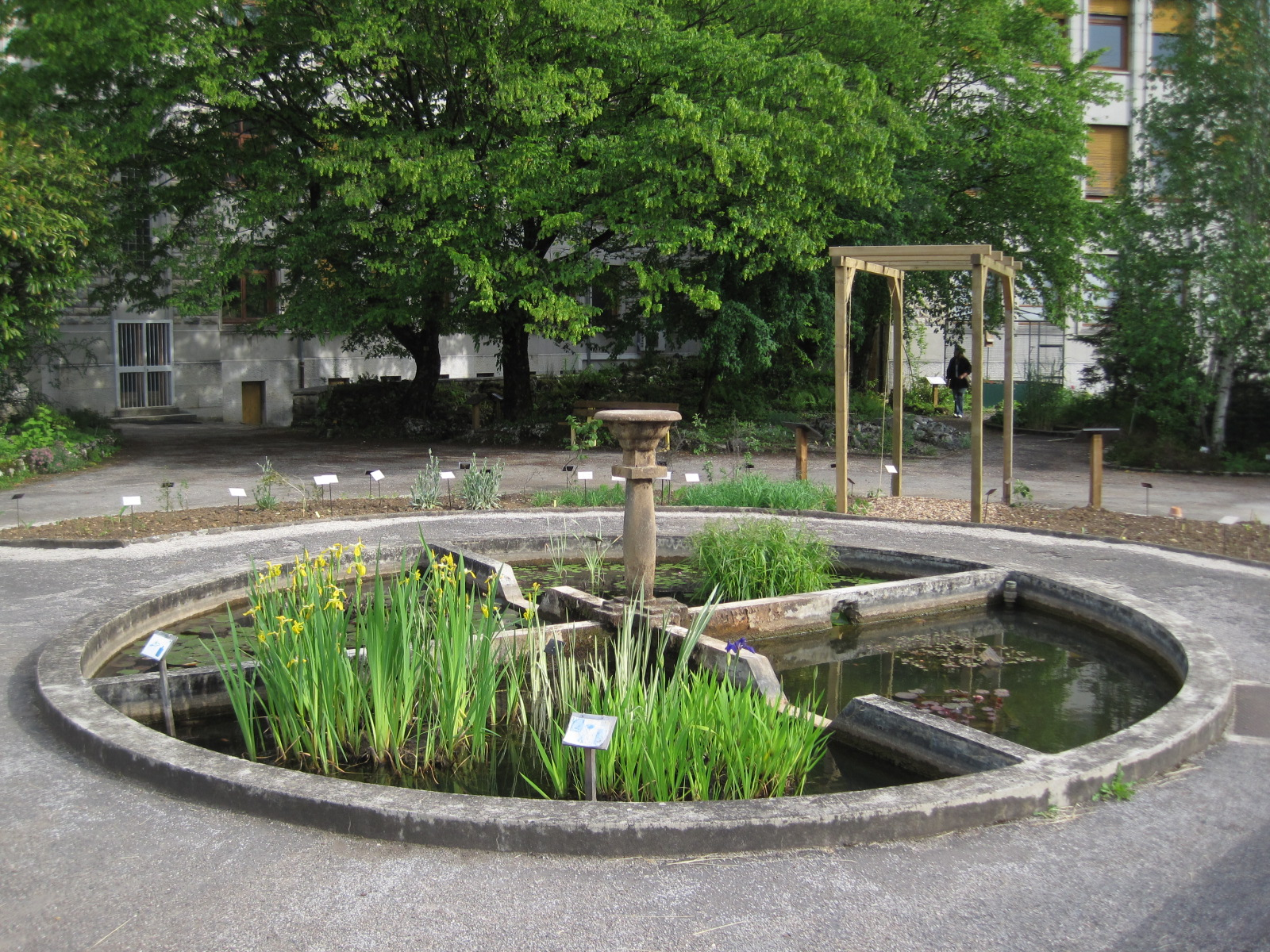
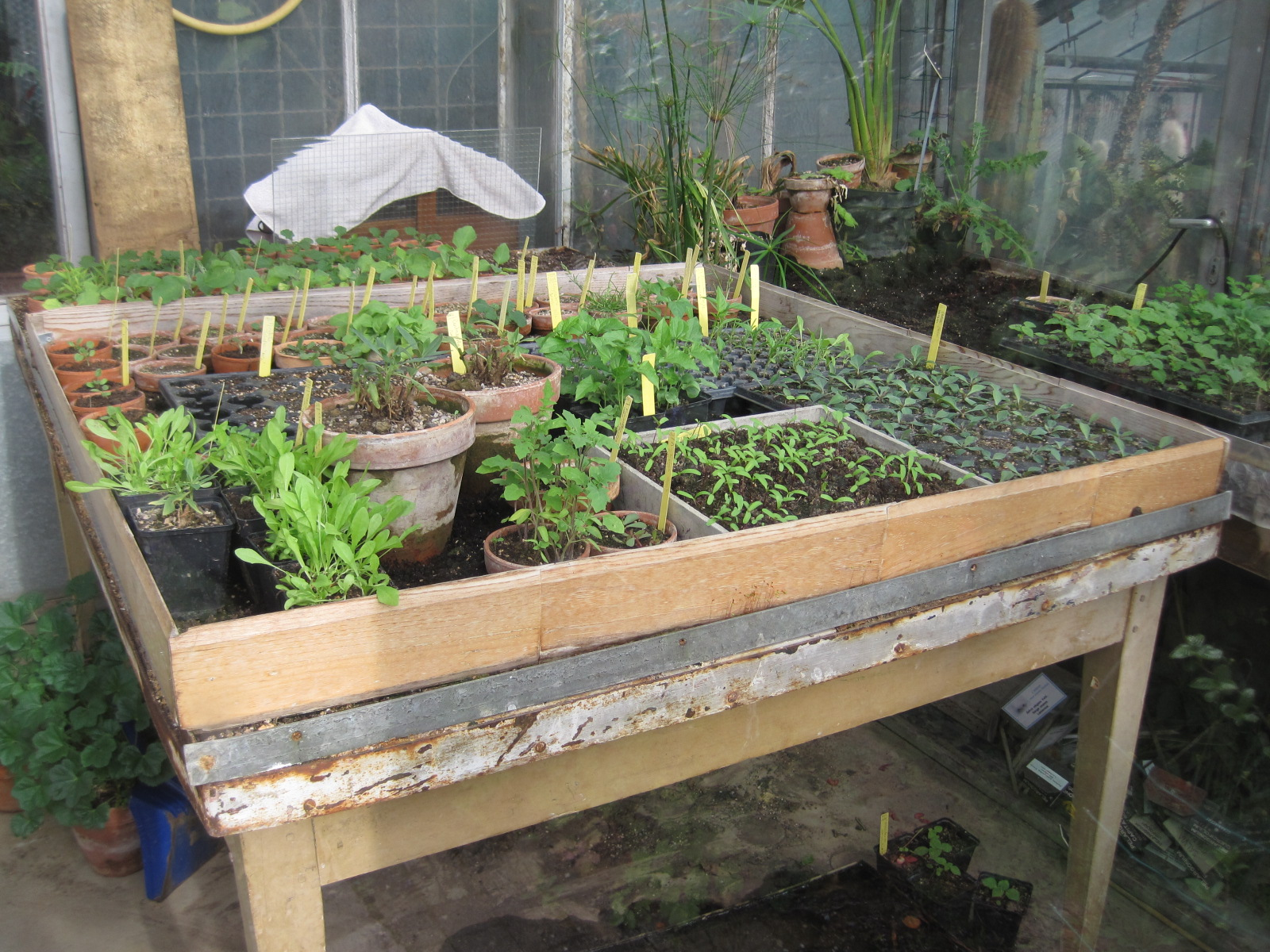
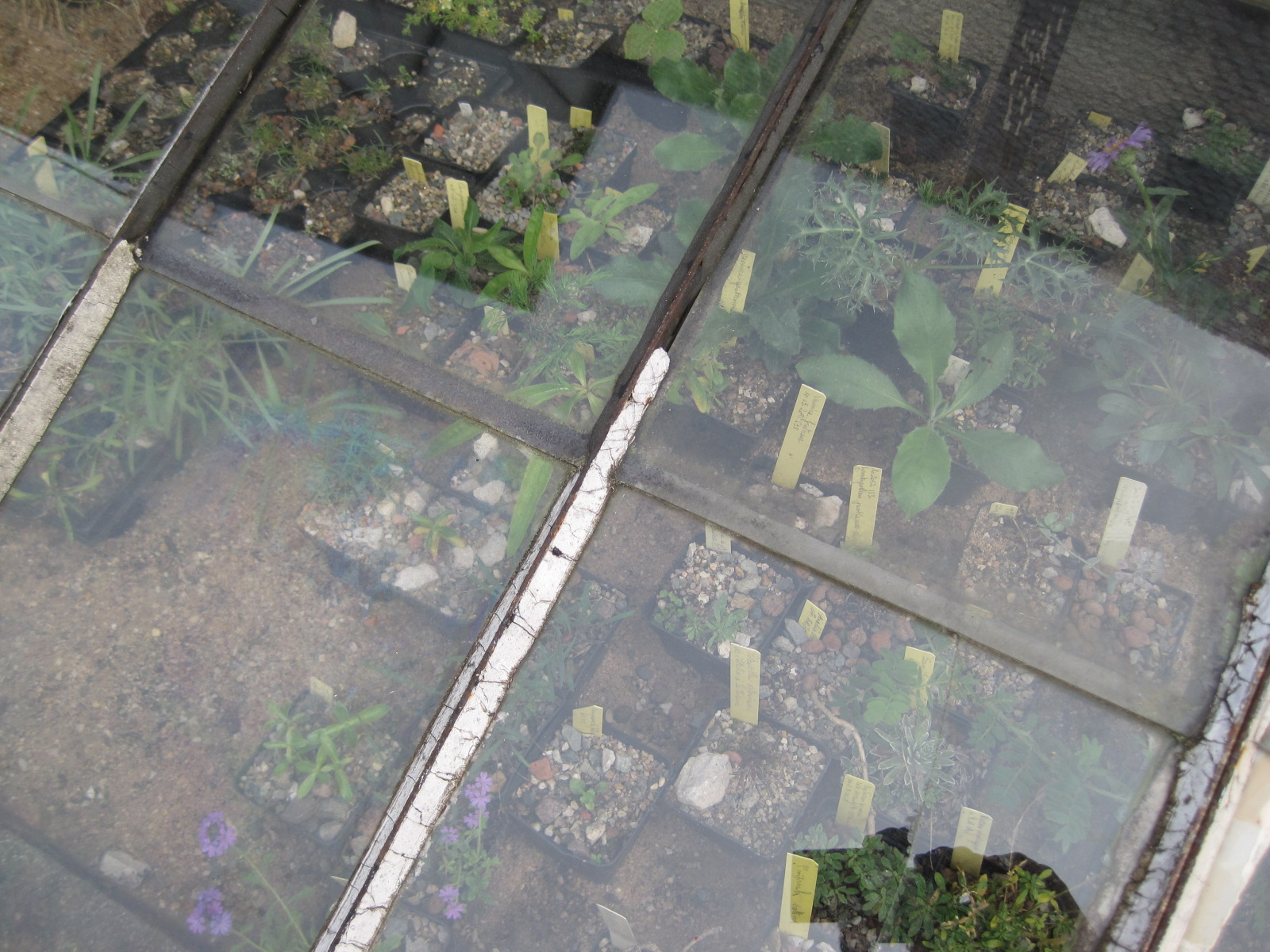

Le premier jardin botanique de Besançon aurait été créé vers 1580 par le médecin de la ville Jean Chifflet, dans sa propriété familiale. Il ne prend sa forme actuelle, partenariat entre ville et université qu'en 1726 au site dit du Point du Jour, sur l'emplacement de l'actuel théatre Ledoux. Depuis il a été déplacé sur une dizaine de sites différents de la ville: 
- Ecole centrale de Besançon, actuel collège Victor Hugo (1796-1803)
- Chamars, sur le site dit "Petit Chamars", le long du mur de la préfecture (1804-1821)[3]
- Académie, actuelle faculté des sciences du langage, humaines et sociale, rue Mégevand (1821-1845)
- Ecole de Médecine, attenante à l'hôpital Saint-Jacques, dans la cours (1845-1874)
- Clos de l'hôpital Saint-Jacques (1875-1896)
- Chamars, sur le site du rond point du pont Canot (1896-1956)[4]
- Campus de la place du Général Leclerc (1957-2018)[5]
- période transitoire, les collections sont accueillies à l'orangerie municipale pendant les travaux d'aménagement (2018-2025)
- Campus de la Bouloie (depuis 2025)

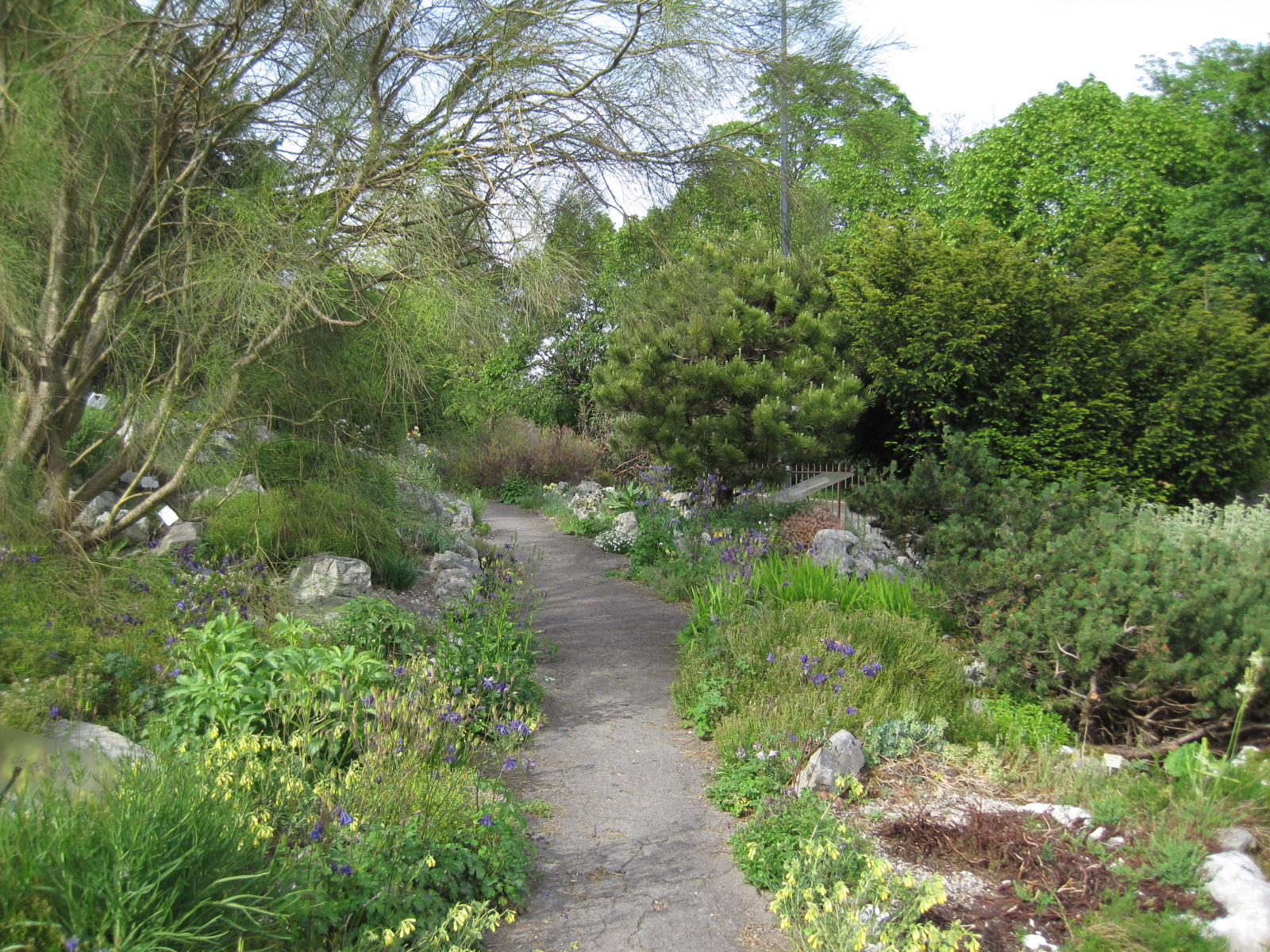
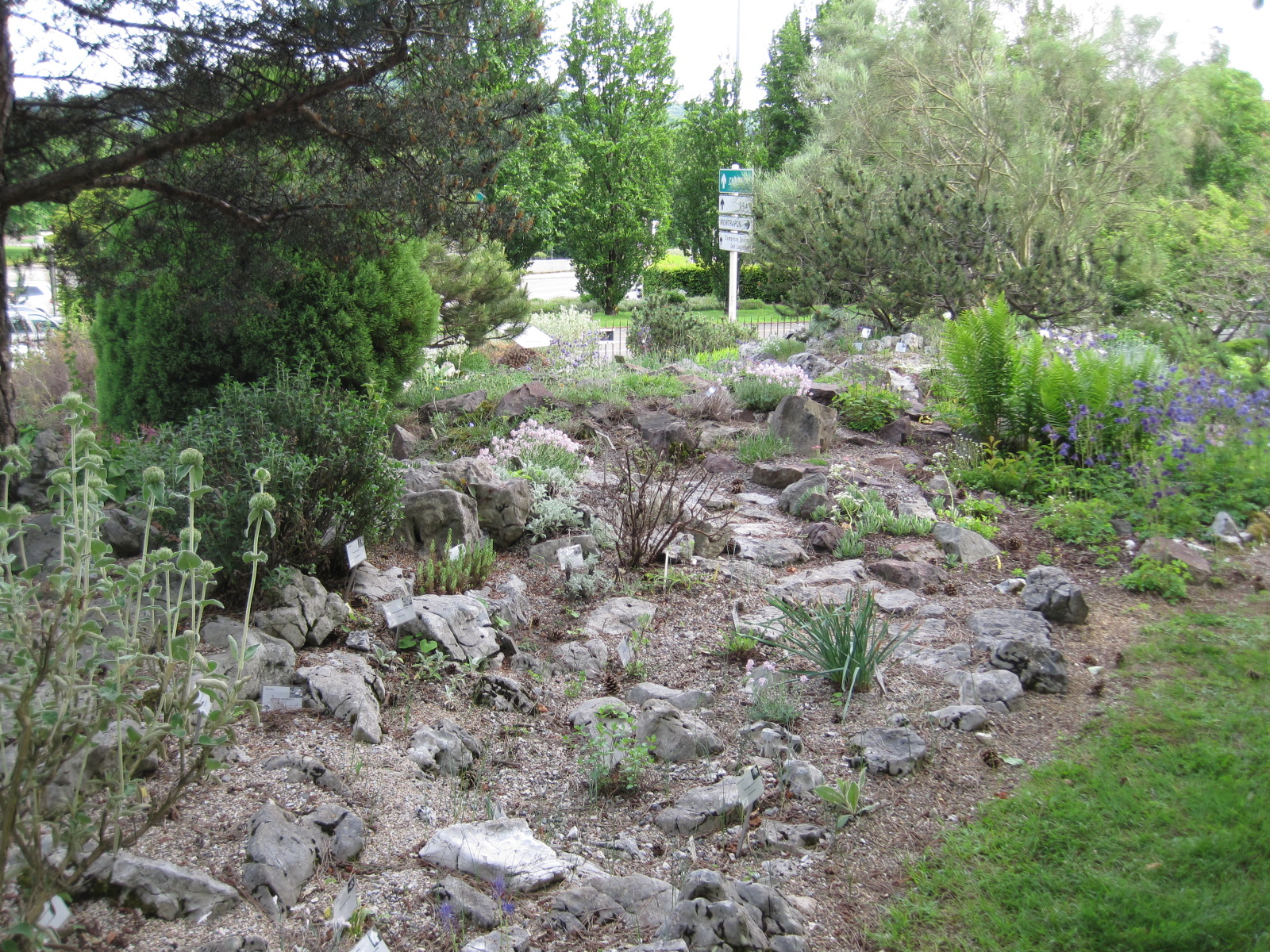
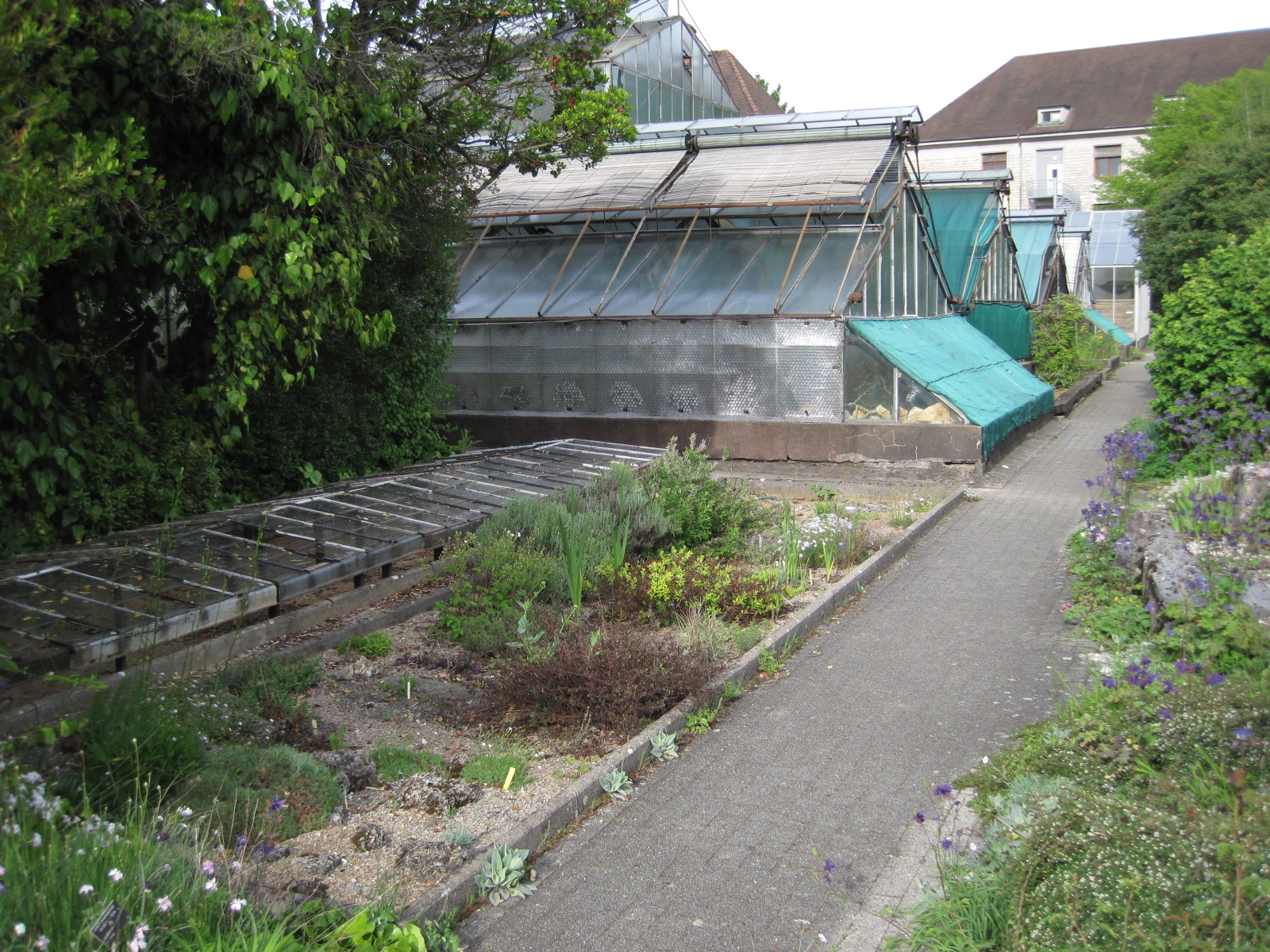
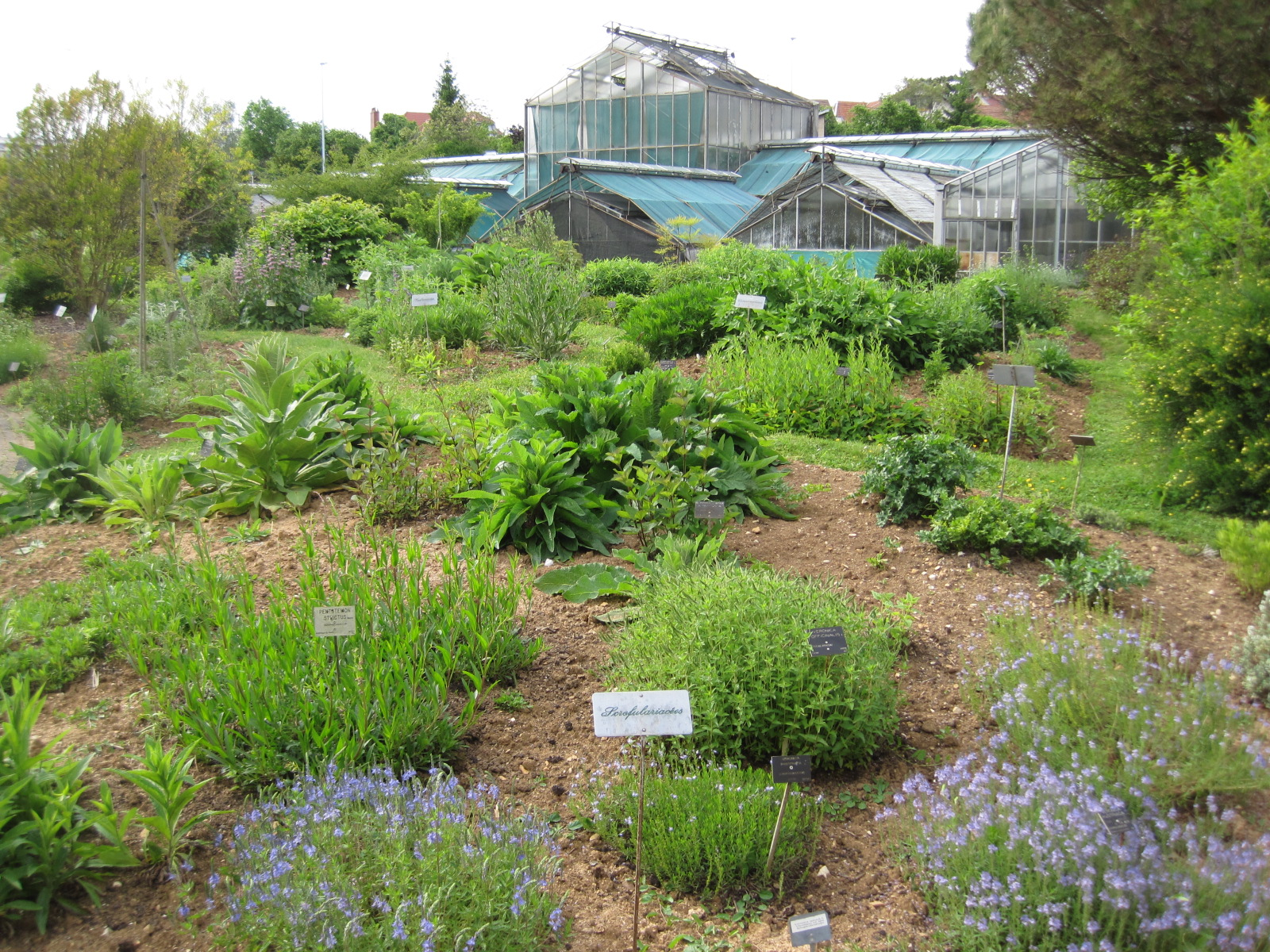

Tout au long de ses allées, il donne à voir environ 5 000 espèces réparties dans : 
- des milieux reconstitués représentatifs de la Franche-Comté, dont la tourbière et ses différents stades d’évolution, la corniche calcaire du plateau jurassien ... des ambiances variables selon les saisons de divers endroits du monde, avec les rocailles de l’hémisphère nord ...
- des collections ludiques avec le jardin des sens ...
- des circuits qui illustrent les ressources végétales utilisées à des périodes historiques différentes : le néolithique et le XVIIe siècle.
- des ensembles thématiques, comme celui des plantes médicinales et celui de l’évolution et de la classification des plantes ...
- des parcelles d’agrément, d’ombrage de l’arboretum, la roseraie, les plantes aquatiques des bassins ...

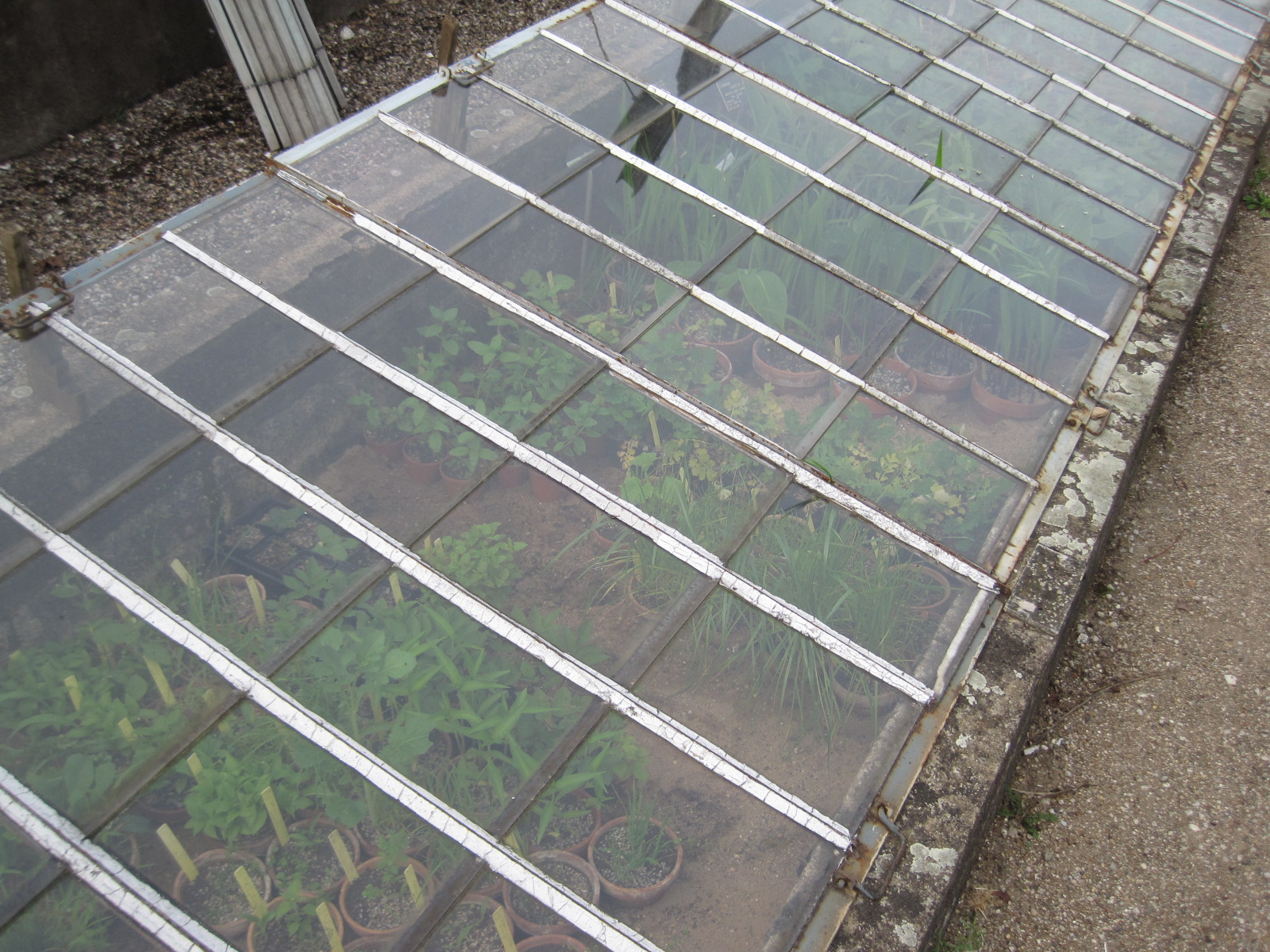
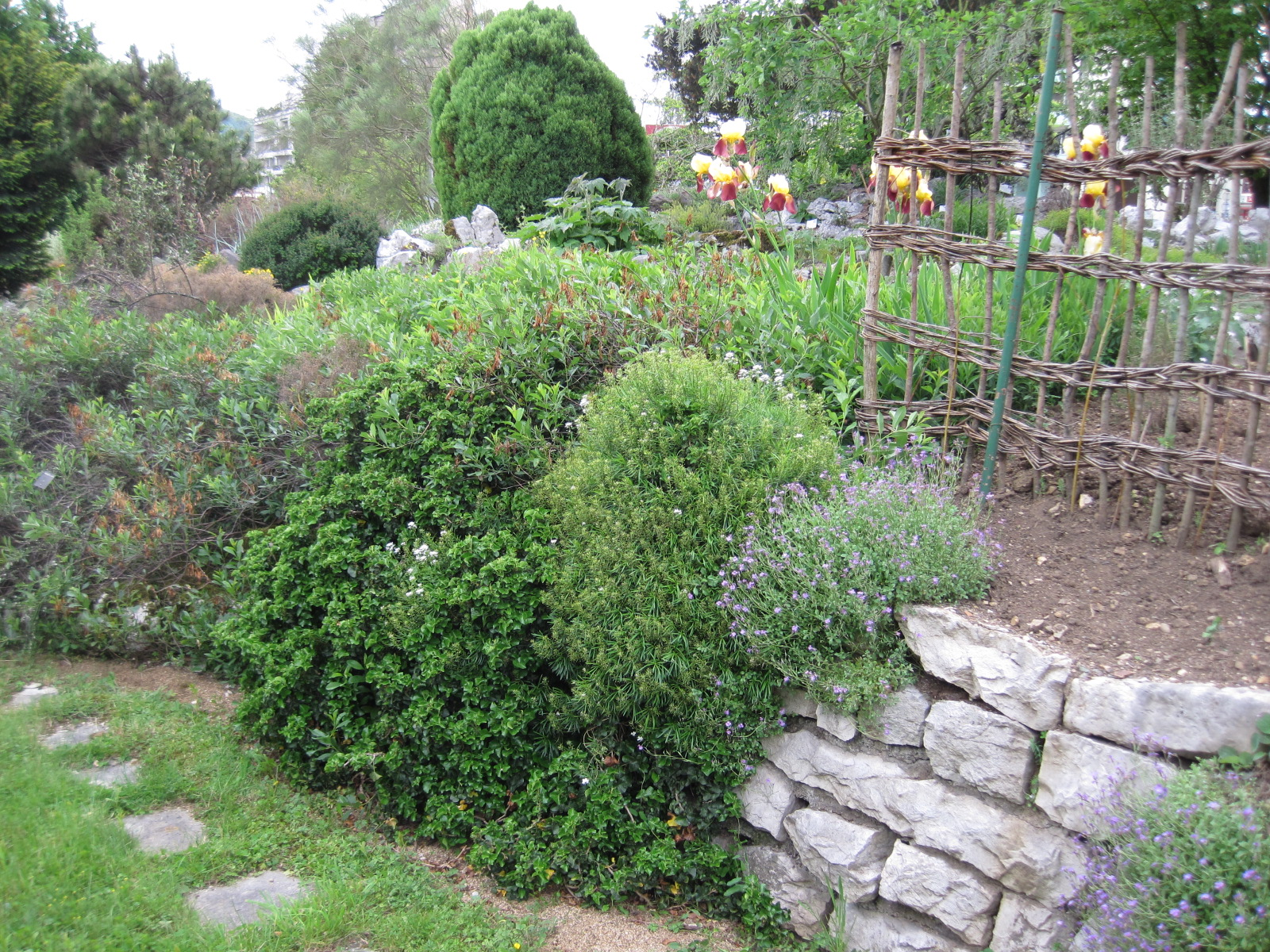
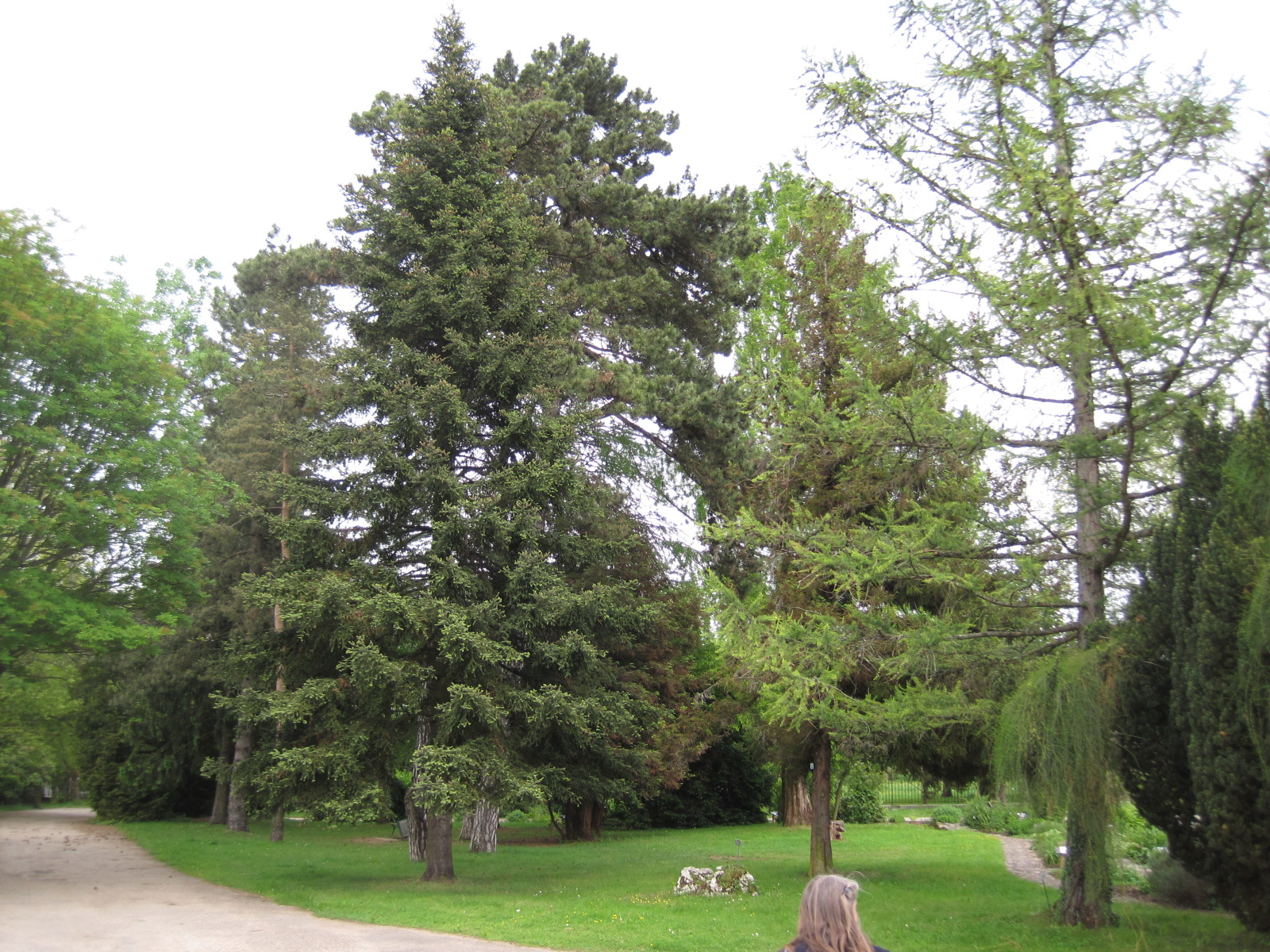
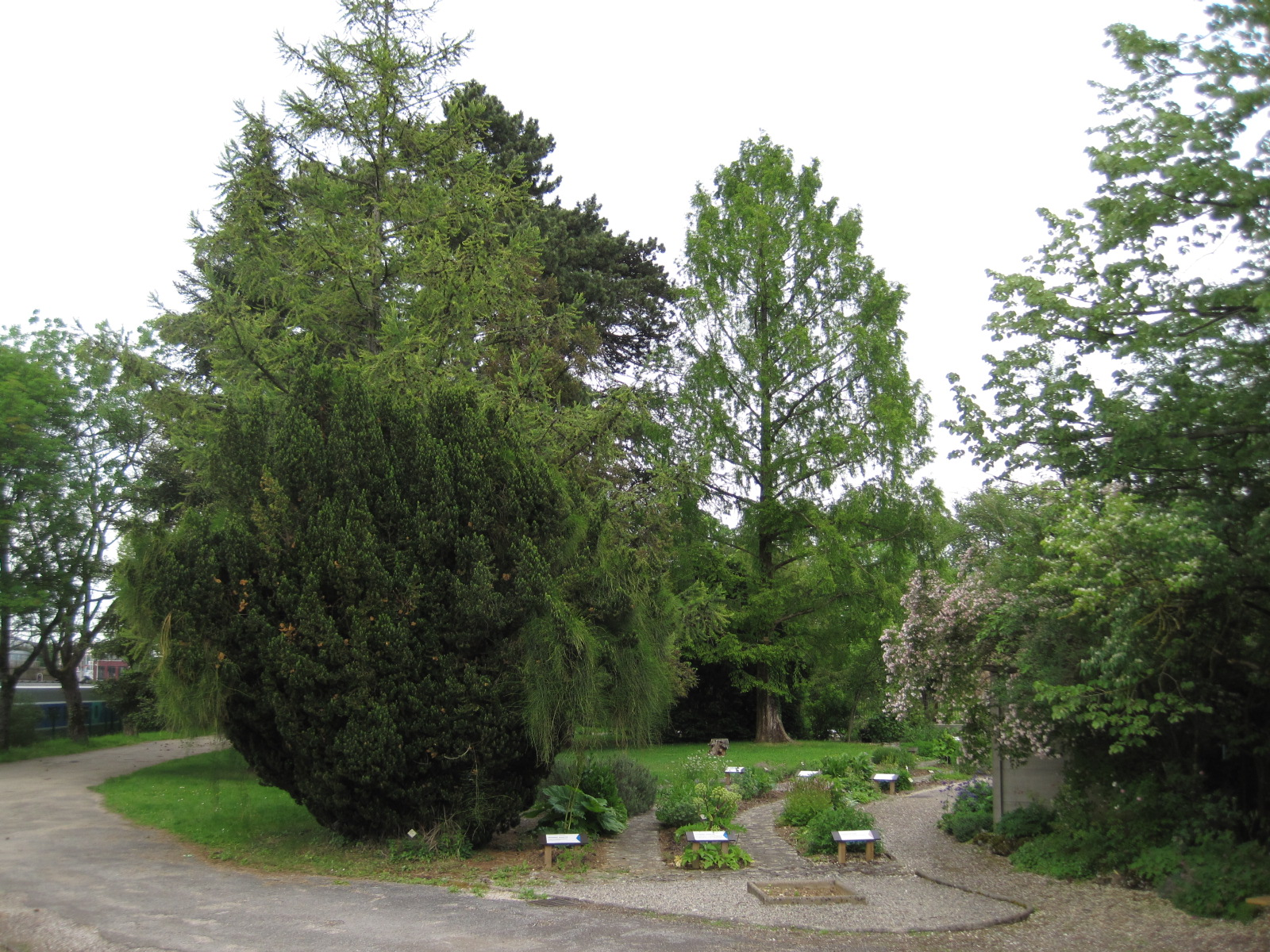